# Decalobanthus sumatranus
Decalobanthus es un género monotípico de plantas con flores perteneciente a la familia de las convolvuláceas. Su única especie: Decalobanthus sumatranus, es originaria de Sumatra.

## Taxonomía
Decalobanthus sumatranus fue descrita por Simon Jan van Ooststroom y publicado en Blumea 2: 99. 1936